# نظریه DLVO
نظریه DLVO (که به نام Boris Derjaguin و لو لاندو، Evert Verwey وTheodoor Overbeekنام گذاری شده است) تجمع پراکندگی‌های آبی را به صورت کمی و نیروی بین سطوح باردار را که از طریق یک محیط مایع برهمکنش می‌کنند، توضیح می‌دهد و اثرات جاذبه واندروالس و دافعه الکترواستاتیکی را به دلیل لایه دوتایی ترکیب می‌کند. بخش الکترواستاتیکی برهمکنش DLVO در تقریب میدان میانگین در حد پتانسیل سطح پایین محاسبه می‌شود - یعنی زمانی که انرژی پتانسیل یک بار اولیه روی سطح بسیار کوچکتر از مقیاس انرژی حرارتی است. {\displaystyle k_{\rm {B}}T} . برای دو کره با شعاع {\displaystyle a}  که هر کدام بار {\displaystyle Z} دارند (برحسب واحد بار اولیه بیان می‌شود) که با فاصله مرکز به مرکز {\displaystyle r}  از هم جدا شده و در سیال ثابت دی الکتریک {\displaystyle \epsilon _{r}} حاوی غلظت {\displaystyle n} از یونهای تک ظرفیتی قرار دارند، پتانسیل الکترواستاتیکی به شکل پتانسیل غربال شده کولن یا یوکاوا به خود می‌گیرد.
{\displaystyle \beta U(r)=Z^{2}\lambda _{\rm {B}}\,\left({\frac {e^{\kappa a}}{1+\kappa a}}\right)^{2}\,{\frac {e^{-\kappa r}}{r}},}
در این رابطه  {\displaystyle \lambda _{\rm {B}}} طول Bjerrum است، {\displaystyle \kappa ^{-1}} طول غربالگری Debye–Hückel است که از طریق رابطه  {\displaystyle \kappa ^{2}=4\pi \lambda _{\rm {B}}n} ، و {\displaystyle \beta ^{-1}=k_{\rm {B}}T} مقیاس انرژی حرارتی در دمای مطلق  {\displaystyle T} به دست می‌آید.

## بررسی اجمالی
نظریه DLVO یک نظریه دربارهٔ پایداری پراکندگی کلوئیدی است که در آن از پتانسیل زتا برای توضیح این موضوع که با نزدیک شدن دو ذره به یکدیگر، اتمسفر یونی آنها شروع به همپوشانی می‌کند و نیروی دافعه ایجاد می‌شود، کاربرد دارد. در این نظریه، دو نیرو بر پایداری کلوئیدی تأثیرگذارند: نیروهای واندروالس و نیروهای دو لایه الکتریکی.
کل انرژی پتانسیل به عنوان مجموع پتانسیل جاذبه و پتانسیل دافعه توصیف می‌شود. هنگامی که دو ذره به یکدیگر نزدیک می‌شوند، دافعه الکترواستاتیکی افزایش می‌یابد و تداخل بین لایه‌های دوگانه الکتریکی آنها افزایش می‌یابد. با این حال، جاذبه‌های Van der Waals نیز با نزدیک تر شدن آنها افزایش می‌یابد. در هر فاصله، انرژی پتانسیل خالص مقدار کوچکتر از مقدار بزرگتر کم می‌شود.
در فواصل بسیار نزدیک، ترکیب این نیروها منجر به یک چاه جذاب عمیق می‌شود که به آن حداقل اولیه می‌گویند. در فواصل بزرگتر، پروفیل انرژی از یک ماکزیمم یا سد انرژی عبور می‌کند و متعاقباً از یک حداقل کم عمق عبور می‌کند که به آن حداقل ثانویه می‌گویند.
در حداکثر سد انرژی، دافعه بیشتر از جاذبه است. ذرات پس از تماس بین ذره‌ای بازمی‌گردند و در سرتاسر محیط پراکنده می‌مانند. حداکثر انرژی باید بیشتر از انرژی حرارتی باشد. در غیر این صورت، ذرات به دلیل پتانسیل جذب تجمع می‌یابند. ارتفاع مانع نشان می‌دهد که سیستم چقدر پایدار است. از آنجایی که ذرات برای تجمع باید بر این مانع غلبه کنند، دو ذره در مسیر برخورد باید به دلیل سرعت و جرمشان انرژی جنبشی کافی داشته باشند. اگر مانع پاک شود، برهمکنش خالص همه جذاب است و در نتیجه ذرات تجمع می‌یابند. این منطقه داخلی اغلب به عنوان یک تله انرژی نامیده می‌شود زیرا کلوئیدها را می‌توان در نظربرای یک سیستم کلوئیدی، حالت تعادل ترمودینامیکی ممکن است زمانی حاصل شود که ذرات در حداقل اولیه عمیق باشند. در حداقل اولیه، نیروهای جاذبه بر نیروهای دافعه در فواصل مولکولی کم غلبه می‌کنند. ذرات منعقد می‌شوند و این فرایند برگشت‌پذیر نیست. با این حال، زمانی که حداکثر مانع انرژی برای غلبه بر آن خیلی زیاد است، ذرات کلوئیدی ممکن است در حداقل ثانویه باقی بمانند، جایی که ذرات در کنار هم نگه داشته می‌شوند اما ضعیف تر از حداقل اولیه. ذرات جاذبه‌های ضعیفی را تشکیل می‌دهند اما به راحتی دوباره پراکنده می‌شوند؛ بنابراین، چسبندگی در حداقل ثانویه می‌تواند برگشت‌پذیر باشد. گرفت که توسط نیروهای واندروالس در کنار هم به دام افتاده‌اند.
برای یک سیستم کلوئیدی، حالت تعادل ترمودینامیکی ممکن است زمانی حاصل شود که ذرات در حداقل اولیه عمیق باشند. در حداقل اولیه، نیروهای جاذبه بر نیروهای دافعه در فواصل مولکولی کم غلبه می‌کنند. ذرات منعقد می‌شوند و این فرایند برگشت‌پذیر نیست. با این حال، زمانی که حداکثر مانع انرژی برای غلبه بر آن خیلی زیاد است، ذرات کلوئیدی ممکن است در حداقل ثانویه باقی بمانند، جایی که ذرات در کنار هم نگه داشته می‌شوند اما ضعیف تر از حداقل اولیه. ذرات جاذبه‌های ضعیفی را تشکیل می‌دهند اما به راحتی دوباره پراکنده می‌شوند؛ بنابراین، چسبندگی در حداقل ثانویه می‌تواند برگشت‌پذیر باشد.

## تاریخ
در سال ۱۹۲۳، دبای و هوکل اولین تئوری موفق را برای توزیع بار در محلول‌های یونی گزارش کردند. چارچوب نظریه خطی شده دبای-هوکل متعاقباً توسط لوین و دوب برای پراکندگی‌های کلوئیدی اعمال شد که دریافتند ذرات کلوئیدی باردار باید دافعه‌ای با برد متوسط قوی و جاذبه دوربرد ضعیف‌تری را تجربه کنند. این نظریه ناپایداری مشاهده شده پراکندگی کلوئیدی در برابر تجمع غیرقابل برگشت در محلول‌های با قدرت یونی بالا را توضیح نمی‌دهد. در سال 1941، Derjaguin و Landau نظریه‌ای را برای پایداری پراکندگی‌های کلوئیدی ارائه کردند که ناپایداری بنیادی ناشی از جاذبه‌های قوی اما کوتاه واندروالس را به وجود آورد که با تأثیر تثبیت‌کننده دافعه‌های الکترواستاتیکی مقابله می‌کرد. هفت سال بعد، Verweyو Overbeekبه‌طور مستقل به یک نتیجه رسیدند. این به اصطلاح نظریه DLVO شکست تئوری لوین-دوبی را در توضیح وابستگی پایداری پراکندگی‌های کلوئیدی به قدرت یونی الکترولیت حل کرد.

## استخراج
نظریه DLVO اثر ترکیبی واندروالس و نیروی دو لایه است. برای اشتقاق باید شرایط مختلفی را در نظر گرفت و معادلات مختلفی را می‌توان به دست آورد. اما برخی از مفروضات مفید می‌توانند به‌طور مؤثر فرایند را ساده کنند که برای شرایط عادی مناسب است. راه ساده برای استخراج آن این است که دو قسمت را با هم جمع کنیم.

## جاذبه واندروالس
نیروی واندروالس در واقع نام کل نیروی دوقطبی-دوقطبی، نیروی دوقطبی ناشی از دوقطبی و نیروهای پراکندگی است که در نیروهای پراکندگی مهم‌ترین بخش هستند زیرا همیشه وجود دارند. فرض کنید که پتانسیل جفت بین دو اتم یا مولکول کوچک کاملاً جذاب است و به شکل w = -C/r n است، که در آن C یک ثابت برای انرژی برهمکنش است که با خاصیت مولکول و n = ۶ برای جاذبه واندروالسی تعیین می‌شود. با فرض دیگر افزایشی، انرژی برهمکنش خالص بین یک مولکول و سطح مسطح که از مولکول‌های مشابه تشکیل شده است، مجموع انرژی برهمکنش بین مولکول و هر مولکول در جسم سطحی خواهد بود. بنابراین انرژی برهمکنش خالص برای یک مولکول در فاصله D از سطح خواهد بود.
{\displaystyle w(D)=-2\pi \,C\rho _{1}\,\int _{z=D}^{z=\infty \,}dz\int _{x=0}^{x=\infty \,}{\frac {xdx}{(z^{2}+x^{2})^{3}}}={\frac {2\pi C\rho _{1}}{4}}\int _{D}^{\infty }{\frac {dz}{z^{4}}}=-{\frac {\pi C\rho _{1}}{6D^{3}}}}
که در اینجا:
w (r) انرژی برهمکنش بین مولکول و سطح است،
{\displaystyle \rho _{1}} تراکم عددی سطح است،
z محور عمود بر سطح است و از روی مولکول می‌گذرد، با z = D در نقطه ای که مولکول است، و z = ۰ در سطح،
x محور عمود بر محور z، با x = ۰ در تقاطع است.
سپس انرژی برهمکنش یک کره بزرگ به شعاع R و یک سطح صاف را می‌توان به صورت محاسبه کرد
{\displaystyle W(D)=-{\frac {2\pi C\rho _{1}\rho _{2}}{12}}\int _{z=0}^{z=2R}{\frac {(2R-z)zdz}{(D+z)^{3}}}\approx -{\frac {\pi ^{2}C\rho _{1}\rho _{2}R}{6D}}}
در اینجا
W (D) انرژی برهمکنش بین کره و سطح است،
{\displaystyle \rho _{2}} چگالی عددی کره است.
برای راحتی، Hamaker constant A داده شده است.
{\displaystyle A=\pi ^{2}C\rho _{1}\rho _{2},}
و معادله می‌شود
{\displaystyle W(D)=-{\frac {AR}{6D}}.}
با روشی مشابه و بر اساس Derjaguin approximation, انرژی برهمکنش واندروالس بین ذرات با اشکال مختلف قابل محاسبه است، مانند انرژی بین
دو کره:{\displaystyle W(D)=-{\frac {A}{6D}}{\frac {R_{1}R_{2}}{(R_{1}+R_{2})}},}
کره و سطح:{\displaystyle W(D)=-{\frac {AR}{6D}},}
دو سطح {\displaystyle W(D)=-{\frac {A}{12\pi D^{2}}}} در واحد سطح

## نیروی دو لایه
یک سطح در یک مایع ممکن است با تفکیک گروه‌های سطحی (مثلا گروه‌های سیلانول برای سطوح شیشه ای یا سیلیسی) یا با جذب مولکول‌های باردار مانند polyelectrolyte از محلول اطراف باردار شود. این منجر به توسعه یک پتانسیل سطح دیوار می‌شود که متضادها را از محلول اطراف جذب می‌کند و یون‌های همسو را دفع می‌کند. در حالت تعادل، بار سطحی توسط یون‌های مخالف با بار مخالف در محلول متعادل می‌شود. ناحیه نزدیک به سطح غلظت ضدیون افزایش یافته لایه دوگانه الکتریکی (EDL) نامیده می‌شود. EDL را می‌توان با یک تقسیم فرعی به دو منطقه تقریب زد. یون‌ها در نزدیک‌ترین ناحیه به سطح دیوار باردار به شدت به سطح متصل هستند. این لایه بی حرکت، لایه استرن یا هلمهولتز نامیده می‌شود. ناحیه مجاور لایه استرن لایه پراکنده نامیده می‌شود و حاوی یون‌های مرتبط با هم است که نسبتاً متحرک هستند. مجموع لایه دوگانه الکتریکی به دلیل تشکیل لایه‌های ضد یون منجر به غربالگری الکترواستاتیکی شارژ دیوار می‌شود و انرژی آزاد گیبس تشکیل EDL را به حداقل می‌رساند.
ضخامت لایه دوگانه الکتریکی منتشر شده به عنوان طول غربالگری Debye شناخته می‌شود {\displaystyle 1/\kappa } . در فاصله دو طول غربالگری Debye انرژی پتانسیل الکتریکی به ۲ درصد مقدار در دیوار سطح کاهش می‌یابد.
{\displaystyle \kappa ={\sqrt {\sum _{i}{\frac {\rho _{\infty i}e^{2}z_{i}^{2}}{\epsilon _{r}\epsilon _{0}k_{\rm {B}}T}}}}}
با واحد m − 1 که در آن
{\displaystyle \rho _{\infty i}} چگالی عددی یون i در محلول حجیم است،
z ظرفیت یون است (به عنوان مثال، H + دارای ظرفیت ۱ + و Ca 2 + دارای ظرفیت ۲ + است).
{\displaystyle \varepsilon _{0}} گذردهی خلاء است، {\displaystyle \epsilon _{r}} گذردهی استاتیک نسبی است،
k B ثابت بولتزمن است.
انرژی آزاد دافعه در واحد سطح بین دو سطح مسطح به صورت نشان داده شده است.
{\displaystyle W={\frac {64k_{\rm {B}}T\rho _{\infty }\gamma ^{2}}{\kappa }}e^{-\kappa D}}
در اینجا
{\displaystyle \gamma } کاهش پتانسیل سطح است، {\displaystyle \gamma =\tanh \left({\frac {ze\psi _{0}}{4k_{\rm {B}}T}}\right)} ،
{\displaystyle \psi _{0}} پتانسیل موجود در سطح است.
انرژی آزاد برهمکنش بین دو کره شعاع R برابر است
{\displaystyle W={\frac {64\pi k_{\rm {B}}TR\rho _{\infty }\gamma ^{2}}{\kappa ^{2}}}e^{-\kappa D}.}
با ترکیب انرژی برهمکنش واندروالس و انرژی برهمکنش دو لایه، برهمکنش بین دو ذره یا دو سطح در یک مایع را می‌توان به صورت بیان کرد.
{\displaystyle W(D)=W(D)_{\text{A}}+W(D)_{\text{R}},}
که در آن W (D) R انرژی برهمکنش دافعه ناشی از دافعه الکتریکی است و W (D) A انرژی برهمکنش جذاب ناشی از برهمکنش واندروالس است.

## اثر جریان‌های برشی
نظریه پایداری کلوئیدی DLVO برای در نظر گرفتن اثر جریان برشی در سیستم‌های دینامیک سیال، که برای بسیاری از کاربردها مانند میکروسیالات، راکتورهای شیمیایی، جریان‌های جوی و محیطی، در کار آلسیو زاکون و همکاران مرتبط است، گسترش یافته است. در این تئوری توسعه یافته DLVO برای سیستم‌های برشی، سد انرژی DLVO برای تجمع با یک سهم منفی که متناسب با تعداد پکله ذرات است، یعنی متناسب با نرخ برش، با ویسکوزیته محیط و مکعب کاهش می‌یابد. از اندازه ذرات کلوئیدی، در حالی که ضریب تناسب به هندسه جریان بستگی دارد. این نتیجه از یک راه حل تقریبی برای معادله همرفت - انتشار اسمولوچوفسکی که از طریق روش بسط مجانبی همسان به دست آمده است، به دست می‌آید.
این تئوری یک زمان تأخیر مشخصه در تجمع ذرات ناشی از برش را توضیح می‌دهد که با نرخ برش به صورت تصاعدی کاهش می‌یابد. همچنین رژیم فرار (اتوکاتالیستی) متعاقب سینتیک تجمع پس از زمان تأخیر، و همچنین توزیع اندازه خوشه دووجهی مشخصه سنگدانه‌ها را که معمولاً در سیستم‌های تجمع و خود مونتاژی ناشی از برش یافت می‌شود، توضیح می‌دهد. علاوه بر این، این تئوری در شرایط جریان بسیار متفاوت، از نظر ذرات مختلف و سیستم‌های میکروسیال، و خواص ویسکوالاستیک فاز مایع تأیید شده است.

## کاربرد
از دهه ۱۹۴۰، نظریه DLVO برای توضیح پدیده‌های موجود در علوم کلوئیدی، جذب و بسیاری از زمینه‌های دیگر استفاده شده است. با توجه به محبوبیت اخیر تحقیقات نانوذرات، نظریه DLVO حتی محبوب‌تر شده است زیرا می‌توان از آن برای توضیح رفتار هر دو نانوذرات ماده مانند ذرات فولرن و میکروارگانیسم‌ها استفاده کرد.

## کاستی‌ها
گزارش شده است که نیروهای اضافی فراتر از ساختار DLVO نیز نقش مهمی در تعیین پایداری کلوئید دارند. تئوری DLVO در توصیف فرآیندهای مرتب‌سازی مانند تکامل بلورهای کلوئیدی در پراکندگی‌های رقیق با غلظت‌های کم نمک مؤثر نیست. همچنین نمی‌تواند رابطه بین تشکیل بلورهای کلوئیدی و غلظت نمک را توضیح دهد.